# Tvoje lice zvuči poznato
Tvoje lice zvuči poznato, hrvatski je plesno-pjevački show temeljen na izvornoj nizozemskoj inačici Your face sounds familiar. Prva sezona započinje s prikazivanjem 5. listopada 2014. na hrvatskomu televizijskom kanalu Nova TV. 
Šesta sezona showa započela je 8. ožujka 2020. godine u 20 sati, a nakon dvije prikazane epizode dolazi do prekida u snimanju i prikazivanju televizijske emisije zbog potresa u Zagrebu i pošasti koronavirusa. Posljednja epizoda prikazana je u nedjelju 27. prosinca 2020. Od travnja 2021. godine, započelo je prikazivanje sedme sezona. Dana 14. veljače najavljena je osma sezona za proljeće 2024. godine.
Prvih pet sezona, voditelji  showa bili su Igor Mešin i Rene Bitorajac. Show su tijekom šeste i sedme sezone vodili Maja Šuput i Frano Ridjan. U osmoj sezoni, show ponovo vodi Igor Mešin u paru sa Filipom Detelićem. Show se od šeste sezone prikazuje i na bosankohercegovačkom kanalu Nova BH.

## Format
Emisija izaziva razne poznate osobe (najčešće pjevače i glumce) da svaki tjedan nastupe kao poznati glazbeni umjetnik, kojeg za njih odabire slučajan odabir, ili tzv. "gljiva". Prije nego što nastupe, gledatelji imaju priliku vidjeti kako natjecatelji pripremaju svoje izvedbe. Nakon što iznesu svoje nastupe, članovi žirija ocjenjuju i komentiraju njihove izvedbe.
Temeljem svojih izvedbi, natjecatelji dobivaju bodove od žirija. Žiri dodjeljuje bodove od 4 do 12, s izuzetkom broja 11. Nakon toga, svaki natjecatelj dodjeljuje 5 bodova odabranom natjecatelju. Natjecatelj koji u pojedinoj epizodi ostvari najveći broj bodova proglašen je pobjednikom epizode. U polufinalnom tjednu, četiri natjecatelja s najviše bodova prolaze u finale. Pobjednik je onaj natjecatelj koji na kraju sezone ima najveći zbroj bodova u finalnoj epizodi. 

## Voditelji i žiri
Emisiju trenutno vode Igor Mešin i Filip Detelić, a glavi članovi žirija su Goran Navojec, Minea, Mario Roth i Enis Bešlagić. Kroz tijek emisije brojni su se prethodni natjecatelji pojavili i kao glavni ili gostujući članovi žirija. 
      Voditelj
      Glavni član žirija
      Gostujući član žirija
      Natjecatelj
| Igor Mešin         | ● | ● | ● | ● | ● | ● | ● | ● | ● |
| Rene Bitorajac     | ● | ● | ● | ● | ● |   |   |   |   |
| Frano Ridjan       |   |   |   |   |   | ● | ● |   |   |
| Maja Šuput         |   | ● | ● |   | ● | ● | ● |   | ● |
| Filip Detelić      |   |   |   |   |   |   |   | ● | ● |
| Goran Navojec      | ● |   | ● | ● |   | ● | ● | ● | ● |
| Sandra Bagarić     | ● | ● | ● | ● |   |   |   |   |   |
| Tomo in der Mühlen | ● | ● | ● | ● |   |   |   |   |   |
| Branko Đurić       |   | ● |   |   |   |   |   |   |   |
| Nives Celzijus     | ● |   |   |   | ● | ● | ● |   |   |
| Damir Kedžo        |   |   |   | ● | ● |   |   |   |   |
| Mario Petreković   | ● |   | ● | ● | ● |   |   |   |   |
| Saša Lozar         |   |   | ● |   | ● |   |   |   |   |
| Indira Levak       | ● |   | ● | ● |   | ● | ● |   |   |
| Minea              | ● | ● |   |   |   |   |   | ● | ● |
| Mario Roth         |   |   |   | ● |   |   |   | ● | ● |
| Enis Bešlagić      | ● |   |   |   |   |   |   | ● | ● |

## Pregled emisije
| Sezona | Sezona | Epizode | Epizode | Originalno emitiranje | Originalno emitiranje | Natjecatelji | Pobjednik              | Drugo mjesto        |
| Sezona | Sezona | Epizode | Epizode | Premijera             | Finale                | Natjecatelji | Pobjednik              | Drugo mjesto        |
| ------ | ------ | ------- | ------- | --------------------- | --------------------- | ------------ | ---------------------- | ------------------- |
|        | 1.     | 12      | 12      | 5. listopada 2014.    | 21. prosinca 2014.    | 8            | Mario Petreković       | Vanda Winter        |
|        | 2.     | 12      | 12      | 13. rujna 2015.       | 6. prosinca 2015.     | 8            | Saša Lozar             | Luka Bulić          |
|        | 3.     | 13      | 13      | 25. rujna 2016.       | 18. prosinca 2016.    | 8            | Damir Kedžo            | Ana Maras Harmander |
|        | 4.     | 13      | 13      | 5. ožujka 2017.       | 28. svibnja 2017.     | 8            | Nives Celzijus         | Bojan Jambrošić     |
|        | 5.     | 13      | 13      | 18. ožujka 2018.      | 10. lipnja 2018.      | 8            | Maja Bajamić           | Katarina Baban      |
|        | 6.     | 16      | 16      | 8. ožujka 2020.       | 27. prosinca 2020.    | 8            | Fabijan Pavao Medvešek | Marko Braić         |
|        | 7.     | 8       | 8       | 25. travnja 2021.     | 13. lipnja 2021.      | 8            | Saša Lozar             | Maja Bajamić        |
|        | 8.     | 13      | 13      | 3. ožujka 2024.       | 26. svibnja 2024.     | 8            | Alen Bičević           | Antonia Dora Pleško |
|        | 9.     | 13      | 13      | 9. ožujka 2025.       | 1. lipnja 2025.       | 8            | Još nije najavljeno    | Još nije najavljeno |

### Prva sezona (2014.)
Pobjednik prve sezone je Mario Petreković.
| Natjecatelj           | Godina rođenja | Mjesto rođenja     | Zanimanje                                 |
| --------------------- | -------------- | ------------------ | ----------------------------------------- |
| Ronald Braus          | 1973.          | Rovinj, Hrvatska   | Operni pjevač                             |
| Giuliano              | 1973.          | Split, Hrvatska    | Pjevač                                    |
| Jasna Palić-Picukarić | 1970.          | Zagreb, Hrvatska   | Kazališna, filmska i televizijska glumica |
| Baby Dooks            | 1974.          | Zagreb, Hrvatska   | Producent i pjevač                        |
| Andrea Andrassy       | 1985.          | Zagreb, Hrvatska   | Stand-up komičarka                        |
| Vanda Winter          | 1984.          | Zagreb, Hrvatska   | Glumica i pjevačica                       |
| Mario Petreković      | 1972.          | Bjelovar, Hrvatska | Stand-up komičar, radijski i TV voditelj  |
| Minea                 | 1977.          | Zagreb, Hrvatska   | Pjevačica i voditeljica                   |

### Druga sezona (2015.)
Pobjednik druge sezone je Saša Lozar.
| Natjecatelj    | Godina rođenja | Mjesto rođenja   | Zanimanje                      |
| -------------- | -------------- | ---------------- | ------------------------------ |
| Ivan Šarić     | 1984.          | Zadar, Hrvatska  | Stand-up komičar i TV voditelj |
| Saša Lozar     | 1980.          | Laduč, Hrvatska  | Pjevač                         |
| Renata Sabljak | 1977.          | Zagreb, Hrvatska | Pjevačica i glumica            |
| Luka Bulić     | 1980.          | Zagreb, Hrvatska | Stand-up komičar i TV voditelj |
| Maja Posavec   | 1983.          | Đakovo, Hrvatska | Pjevačica i glumica            |
| Ivana Marić    | 1982.          | Čapljina, BiH    | Pjevačica                      |
| Dušan Bućan    | 1976.          | Zagreb, Hrvatska | Glumac i voditelj              |
| Maja Šuput     | 1979.          | Zagreb, Hrvatska | Pjevačica                      |

### Treća sezona (2016.)
Pobjednik treće sezone je Damir Kedžo.
| Natjecatelj    | Godina rođenja | Mjesto rođenja     | Zanimanje         |
| -------------- | -------------- | ------------------ | ----------------- |
| Mateo Cetinski | 1974.          | Pula, Hrvatska     | Pjevač i dizajner |
| Damir Kedžo    | 1987.          | Omišalj, Hrvatska  | Pjevač            |
| Filip Dizdar   | 1989.          | Zadar, Hrvatska    | Pjevač            |
| Fil Tilen      | 1988.          | Bjelovar, Hrvatska | Pjevač i reper    |
| Ana Maras      | 1981.          | Split, Hrvatska    | Glumica           |
| Žanamari Lalić | 1981.          | Makarska, Hrvatska | Pjevačica         |
| Hana Hegedušić | 1976.          | Zagreb, Hrvatska   | Glumica           |
| Lana Jurčević  | 1984.          | Zagreb, Hrvatska   | Pjevačica         |

### Četvrta sezona (2017.)
Pobjednica četvrte sezone je Nives Celzijus.
| Natjecatelj     | Godina rođenja | Mjesto rođenja    | Zanimanje   |
| --------------- | -------------- | ----------------- | ----------- |
| Dalibor Petko   | 1978.          | Zagreb, Hrvatska  | Voditelj    |
| Bojan Jambrošić | 1985.          | Čakovec, Hrvatska | Pjevač      |
| Mario Roth      | 1981.          | Osijek, Hrvatska  | Pjevač      |
| Daniel Bilić    | 1982.          | Zadar, Hrvatska   | Voditelj    |
| Mia Anočić      | 1990.          | Osijek, Hrvatska  | Glumica     |
| Ivana Mišerić   | 1985.          | Zagreb, Hrvatska  | Voditeljica |
| Ana Gruica      | 1983.          | Split, Hrvatska   | Glumica     |
| Nives Celzijus  | 1981.          | Zagreb, Hrvatska  | Pjevačica   |

### Peta sezona (2018.)
Peta sezona započela je 18. ožujka 2018. te završila 10. lipnja 2018. godine na Novoj TV.
Pobjednica pete sezone je Maja Bajamić.
| Natjecatelj        | Godina rođenja | Mjesto rođenja   | Zanimanje               |
| ------------------ | -------------- | ---------------- | ----------------------- |
| Amel Ćurić         | 1980.          | Gračenica, BiH   | pjevač                  |
| Ana Vilenica       | 1978.          | Rijeka, Hrvatska | glumica                 |
| Damir Poljičak     | 1984.          | Split, Hrvatska  | glumac                  |
| Davor Dretar Drele | 1966.          | Zagreb, Hrvatska | voditelj                |
| Katarina Baban     | 1988.          | Osijek, Hrvatska | glumica                 |
| Maja Bajamić       | 1991.          | Split, Hrvatska  | pjevačica               |
| Matko Knešaurek    | 1986.          | Zagreb, Hrvatska | glumac                  |
| Paola Valić Bekić  | 1982.          | Zagreb, Hrvatska | voditeljica i blogerica |

### Šesta sezona (2020.)
Šesta sezona showa započela je 8. ožujka 2020. godine u 20 sati, a nakon dvije prikazane epizode dolazi do prekida u snimanju i emitiranju televizijske emisije zbog potresa u Zagrebu i svjetske pandemije virusom korona.
Od 13. ožujka 2020. emisiju se moglo pratiti i u Bosni i Hercegovini putem kanala Nova BH. Posljednja epizoda prikazana je u nedjelju, 27. prosinca 2020. godine. Pobjednik šeste sezone je Fabijan Pavao Medvešek. 
| Natjecatelj            | Godina rođenja | Mjesto rođenja     | Zanimanje               |
| ---------------------- | -------------- | ------------------ | ----------------------- |
| Siniša Ružić           | 1969.          | Zagreb, Hrvatska   | glumac                  |
| Neda Parmać            | 1985.          | Split, Hrvatska    | pjevačica               |
| Mario Valentić         | 1980.          | Sisak, Hrvatska    | fitness trener i glumac |
| Marina Orsag           | 1979.          | Zagreb, Hrvatska   | komičarka               |
| Fabijan Pavao Medvešek | 1992.          | Zagreb, Hrvatska   | glumac                  |
| Lucija Lu Jakelić      | 1994.          | Đurđevac, Hrvatska | pjevačica               |
| Marko Braić            | 1991.          | Pula, Hrvatska     | glumac                  |
| Lana Klingor Mihić     | 1980.          | Zagreb, Hrvatska   | poduzetnica i pjevačica |

### Sedma sezona (2021.)
Sedma sezona showa započela je s emitiranjem 25. travnja 2021. godine. Posljednja epizoda sezone prikazana je u nedjelju, 13. lipnja 2021. godine. 
Ovogodišnje izdanje showa okupilo je izdvojene kandidate iz prethodnih sezona u All stars verziju. Pobjednik sedme sezone bio je Saša Lozar. 
| Natjecatelj      | Godina rođenja | Mjesto rođenja     | Zanimanje                  | Prethodne sezone       |
| ---------------- | -------------- | ------------------ | -------------------------- | ---------------------- |
| Mario Petreković | 1972.          | Bjelovar, Hrvatska | stand-up komičar           | 1. sezona (pobjednik)  |
| Saša Lozar       | 1980.          | Laduč, Hrvatska    | pjevač i radijski voditelj | 2. sezona pobjednik    |
| Damir Kedžo      | 1987.          | Omišalj, Hrvatska  | pjevač                     | 3. sezona (pobjednik)  |
| Mario Roth       | 1981.          | Osijek, Hrvatska   | pjevač                     | 4. sezona (4. mjesto)  |
| Dalibor Petko    | 1978.          | Zagreb, Hrvatska   | televizijski voditelj      | 4. sezona (5. mjesto)  |
| Ivana Mišerić    | 1985.          | Zagreb, Hrvatska   | radijska voditeljica       | 4. sezona (6. mjesto)  |
| Maja Bajamić     | 1991.          | Split, Hrvatska    | pjevačica                  | 6. sezona (pobjednica) |
| Katarina Baban   | 1988.          | Osijek, Hrvatska   | glumica                    | 5. sezona (2. mjesto)  |

### Osma sezona (2024.)
Osma sezona showa započela je sa prikazivanjem 3. ožujka 2024. godine. Posljednja epizoda sezona prikazana je u nedjelju, 26. svibnja 2024. Pobjednik osme sezone je Alen Bičević.
| Natjecatelj         | Godina rođenja | Mjesto rođenja | Zanimanje                      |
| ------------------- | -------------- | -------------- | ------------------------------ |
| Antonia Dora Pleško | 1998.          | Split          | pjevačica                      |
| Luciano Plazibat    | 1998.          | Solin          | plesač i influencer            |
| Antonija Šola       | 1979.          | Zagreb         | pjevačica i tekstospisateljica |
| Tomislav Marić      | 1997.          | Livno, BiH     | pjevač i radijski voditelj     |
| Mia Negovetić       | 2002.          | Rijeka         | pjevačica                      |
| Faris Pinjo         | 1996.          | Visoko, BiH    | glumac i pjevač                |
| Alen Bičević        | 1993.          | Mali Lošinj    | pjevač                         |
| Marija Kolb         | 1982.          | Zagreb         | glumica                        |

### Deveta sezona (2025.)
Deveta sezona emisije s prikazivanjem je započela 9. ožujka 2025. godine.
| Natjecatelj     | Godina rođenja | Mjesto rođenja | Zanimanje               |
| --------------- | -------------- | -------------- | ----------------------- |
| Mada Peršić     | 1988.          | Zagreb         | glumica                 |
| Marcela Oroši   | 1993.          | Crikvenica     | pjevačica               |
| Devin Juraj     | 2000.          | Pula           | glumac, pjevač i plesač |
| Marko Bošnjak   | 2004.          | Mostar         | pjevač                  |
| Stela Rade      | 1998.          | Jastrebarsko   | pjevačica               |
| Igor Cukrov     | 1984.          | Šibenik        | pjevač                  |
| Domagoj Nižić   | 1998.          | Zagreb         | glumac                  |
| Meri Andraković | 2000.          | Osijek         | pjevačica               |